# Пронк, Ян

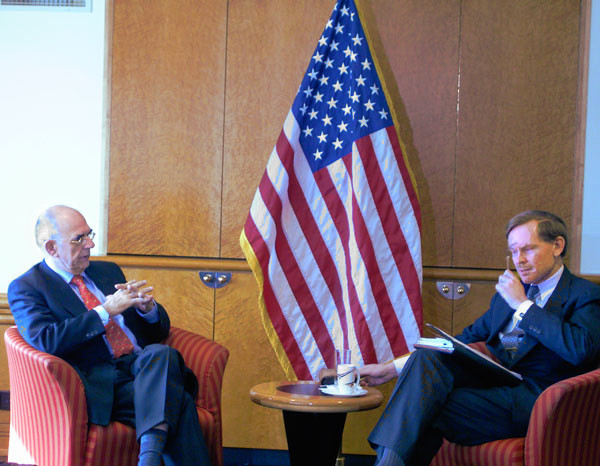
Специальный представитель Миссии ООН в Судане Ян Пронк и заместитель госсекретаря США Роберт Зеллик во время Международной конференции доноров для Судана в Осло 12 апреля 2005 года.

Йоханнес Питер (Ян) Пронк (нидерл. Johannes Pieter (Jan) Pronk, род. 16 марта 1940, Гаага) — нидерландский политик, экономист, преподаватель университета и дипломат, активист Партии труда, депутат Палаты представителей, министр в нескольких правительствах.

## Биография

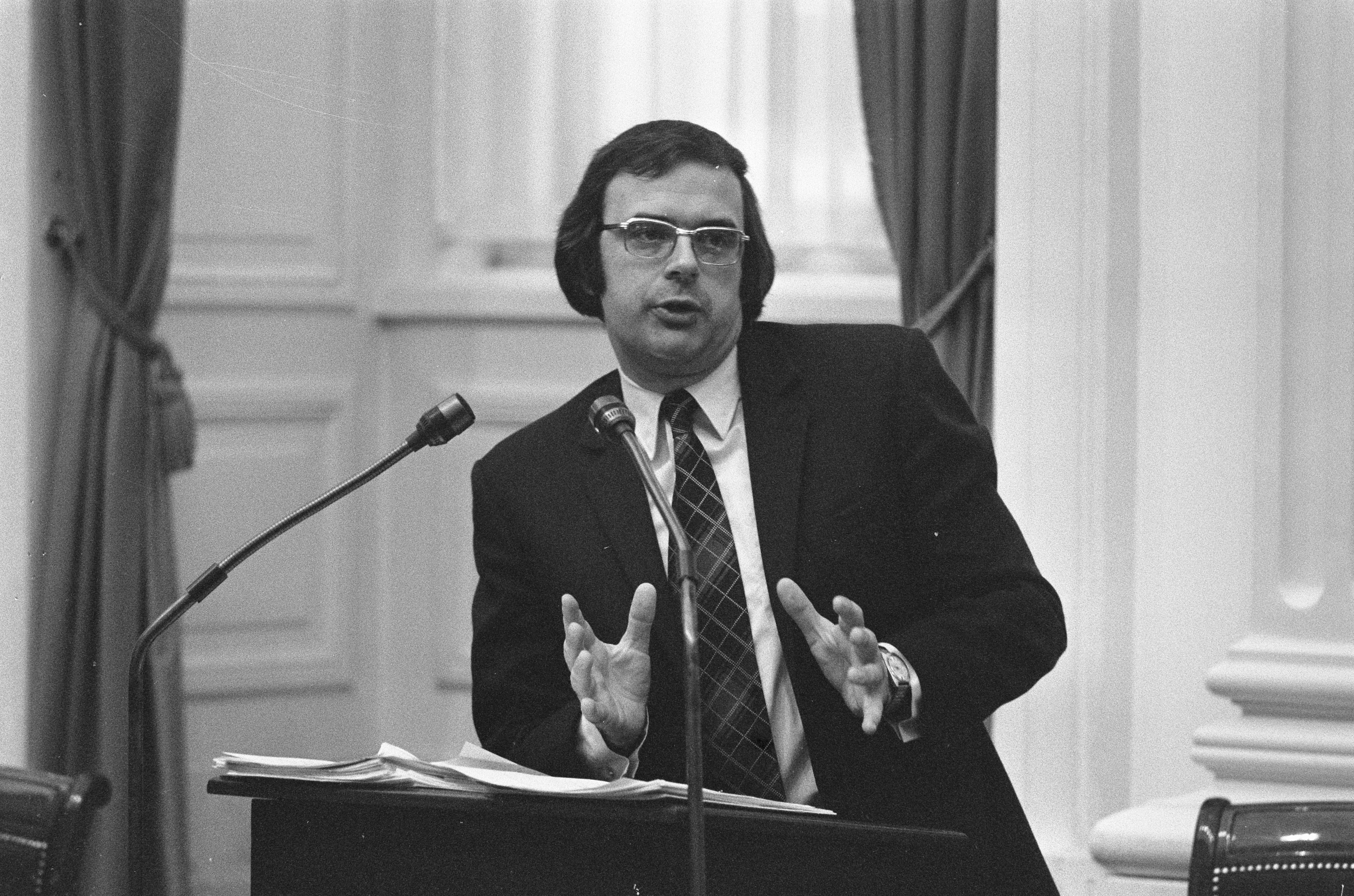
Министр по сотрудничеству в целях развития Ян Пронк во время дебатов по международному развитию в Палате представителей 4 декабря 1973 года.

По образованию экономист, в 1957–1964 годах учился в Университете Эразма в Роттердаме. С 1965 года он работал в своей альма-матер, будучи, в частности, помощником экономиста Яна Тинбергена. Он также был исследователем в Экономическом институте Нидерландов. Он был членом Христианско-исторической молодёжной организации, молодёжного крыла консервативной протестантской партии Христианско-исторический союз и президентом протестантского братства S.S.R. Пронк стал участвовать в политической деятельности в Партии труда, к которой присоединился в 1965 году. Занимал различные должности в структурах этой группы, в том числе был первым заместителем председателя партии в 1987–1989 гг.
Впервые он был избран в Палату представителей в 1971 году и был переизбран в нижнюю палату Генеральных штатов на выборах 1972 и 1977 годов. С марта по май 1973 года он был представителем национального парламента в Европейском парламенте. С мая 1973 года по декабрь 1977 года в кабинете Йопа ден Ойла он был министром без портфеля, ответственным за сотрудничество и развитие. Он принимал участие в переговорах о независимости Суринама и предоставлении финансовой помощи этой стране.
В первой половине 1980-х Пронк ушёл из национальной политики. Он был заместителем Генерального секретаря Конференции Организации Объединённых Наций по торговле и развитию (ЮНКТАД) и заместителем Генерального секретаря Организации Объединённых Наций. В 1986 году вернулся в страну, был переизбран членом Палаты представителей, продлевал свои полномочия на выборах 1989, 1994 и 1998 годов. В 1989 году стал профессором Амстердамского университета.
С ноября 1989 года по август 1998 года вновь занимал пост министра по сотрудничеству и развитию (в правительствах Рууда Любберса и Вима Кока). С февраля по март 1991 года он также временно исполнял обязанности министра обороны. В августе 1998 года во втором кабинете Вима Кока он стал министром жилищного строительства, территориального планирования и окружающей среды и занимал эту должность до июля 2002 года.
С 2001 года он снова сотрудничал с Организацией Объединённых Наций. До 2003 года он был специальным представителем и советником Генерального секретаря Кофи Аннана по устойчивому развитию. В 2004–2006 годах был спецпредставителем ООН в Судане (где организовал миссию МООНВС). С 2003 по 2010 год он был профессором Международного института социальных исследований в Гааге. Он ушёл из Партии труда в 2013 году.

## Личная жизнь
Пронк женат на Тинеке Зурмонд. У них два взрослых ребёнка: дочь Карин и сын Рохус. В 1984 году Пронк бросил пить алкоголь за один день и стал заядлым бегуном.

## Награды
- Орден Нидерландского льва 3-й степени (Нидерланды, 1978).
- Орден Оранских-Нассау 4-й степени (Нидерланды, 2002).
- Офицер ордена Почётного легиона (Франция, 2001)[2].
- Большой крест ордена Бернардо О’Хиггинса (Чили).
- Орден Пальмы (Суринам).